# Państwo antarktyczne
Państwo antarktyczne, państwo holantarktyczne, Holantarctis (z gr. holos 'całość' i Antarktyka) – państwo roślinne obejmujące większość obszarów na południe od równoleżnika 40°S (w tym Antarktykę), którego flora na znacznych przestrzeniach jest skrajnie uboga i odznacza się wysokim stopniem endemizmu. Poniżej 10 tys. gatunków roślin okrytonasiennych. 8 rodzin endemicznych.

## Podział
Państwo dzielone jest na pięć obszarów:
- Obszar Wysp Juan Fernández (1 prowincja)
- Obszar Chilijsko-Patagoński (5 prowincji)
- Obszar Wysp Subantarktycznych (2 prowincje)
- Obszar Nowozelandzki (8 prowincji)
- Obszar Antarktyczny (2 prowincje).

## Flora Antarktyki

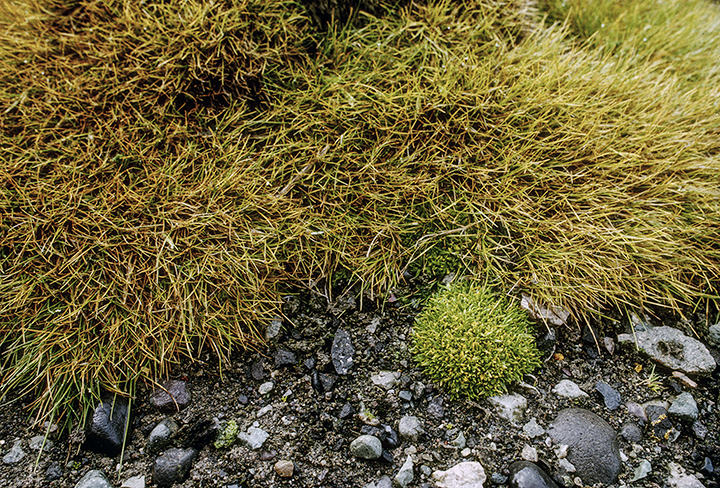
Oba gatunki roślin naczyniowych rosnących w Antarktyce: śmiałek antarktyczny i kolobant

Obszary zimne charakteryzuje niemal zupełny brak roślin kwiatowych. Na Antarktydzie występują jedynie dwa gatunki okrytonasiennych:  śmiałek antarktyczny (Deschampsia antarctica) i kolobant antarktyczny (Colobanthus quitensis). Dużo jest mszaków i porostów. Pomijając lodowe pustynie, dominującą formacją roślinną jest tundra porostowo-mszysta, na wyspach subantarktycznych specyficzna tundra subantarktyczna. W obszarze chilijsko-patagońskim występują lasy złożone z drzew liściastych (np. buki południowe) i iglastych oraz stepy. Wraz z ocieplaniem klimatu i ekspansją człowieka pojawia się na tych terenach coraz więcej gatunków zawlekanych z cieplejszych regionów np. wiechlina roczna (Poa annua).